# Стюарт, Дуглас, 20-й граф Морей
Дуглас Джон Морей Стюарт, 20-й граф Морей (англ. Douglas Stuart, 20th Earl of Moray; 13 февраля 1928 — 23 сентября 2011) — шотландский аристократ и предприниматель, с 1943 по 1974 год именовался лордом Дуном.

## Биография
Родился 13 февраля 1928 года в Йоханнесбурге (ЮАР). Старший сын Арчибальда Джона Мортона Стюарта, 19-го графа Морея (1894—1974), и Мейбл Хелен Мод Уилсон (? — 1968). у него была старшая сестра Гермиона (1925—1969), которая была замужем за принцем Фридрихом Карлом Прусским (1919—2006), и два младших брата, близнецы Чарльз и Джеймс (род. 1933). Его отец приобрел отдаленную скотоводческую ферму Саас Посте в 1922 году на востоке пустыни Калахари в Ботсване, британский протекторат Бечуаналенд, которой он управлял. Его мать, Мейбл Уилсон, была дочерью Бенджамина «Матабеле» Уилсона, исследователя и раннего иммигранта, который работал на Сесила Родса и был другом Лобенгулы, последнего короля королевства матабеле.
Дуглас Джон Морей Стюарт вырос на берегах реки Лимпопо. В семь лет его отправили в частную школу (подготовительную школу) в Йоханнесбурге. Он учился в Хилтонском колледже в Хилтоне, провинция Наталь. Окончив там школу, он вернулся в Шотландию, на родину своих предков, в 1945 году. С 1947 года он изучал историю в Тринити-колледже Кембриджского университета. Кроме того, он получил степень магистра в области управления недвижимостью в Королевском сельскохозяйственном колледже в Сайренсестере. Освобожденный от военной службы в связи с его южноафриканским рождением, он впоследствии занялся семейным бизнесом по совету своего отца. Он руководил компанией вместе со своим отцом, вплоть до его смерти в 1974 году.
Дуглас Джон Морей Стюарт был директором (директором) и председателем правления (председателем) компании Moray Estates Development Company Limited, основанной в 1924 году, крупной компании по управлению недвижимостью для сохранения и поощрения семейного владения. Он руководил компанией, которая владела земельными владениями в Шотландии, в основном в Морее, Пертшире и Инвернесс-шире, в общей сложности более 60 лет. Морей сначала уделял особое внимание классическим областям аренды и аренды жилья и ферм, сельского хозяйства и лесного хозяйства. Позднее он возглавил обширную Диверсификацию, сосредоточив свои корпоративные интересы на городском развитии и градостроительстве. В 1960-х годах строительство нового города Далгети-Бей, расположенного в поместье Донибристл в Файфе, было одним из выдающихся проектов семейного бизнеса. Граф Морей также построил крупномасштабное поле для гольфа, которое осталось от Castle Stuart Golf; там в 2011 году проводился Открытый чемпионат Шотландии.
С 1952 года Дуглас Стюарт жил в семейном поместье, замок Дун. В 1984 году Морей передал замок Дун, которым семья владела с 1570 года, на попечение нации. В настоящее время за ним присматривает Историческая Шотландия.
Всего за несколько лет до своей смерти он передал управление компанией своему сыну Джону Дугласу Стюарту, 21-му графу Морею. Дуглас Стюарт умер после непродолжительной болезни в возрасте 83 лет.

## Наследование титулов и членство в Палате лордов
27 марта 1974 года после смерти своего отца Дуглас Джон Морей Стюарт унаследовал его родовые титулы и владения, став 20-м графом Морея. Также он унаследовал место своего отца в Палате лордов. Он был членом Палаты лордов с марта 1974 по ноябрь 1999 года. Он потерял своё место в соответствии с Актом о Палате лордов 1999 года.

## Титулатура
- 20-й граф Морей (с 27 марта 1974)
- 20-й лорд Стратерн (с 27 марта 1974)
- 20-й лорд Абернети (с 27 марта 1974)
- 18-й лорд Сент-Колме (с 27 марта 1974)
- 20-й лорд Дун (с 27 марта 1974)
- 12-й барон Стюарт из Касл-Стюарт (с 27 марта 1974).

## Семья
27 января 1964 года Дуглас Джон Морей Стюарт, носивший титул учтивости — лорд Дун, женился на леди Мальвине Доротее Мюррей (род. 27 января 1936), старшей дочери Мунго Дэвида Мальколма Мюррея, 7-го графа Мэнсфилда (1900—1971), и Доротеи Хелены Карнеги (1906—1985). У них было двое детей:
- Джон Дуглас Стюарт, 21-й граф Морей (род. 29 августа 1966). Женат с 200 года на Кэтрин Лоусон (род. 1967), имеет двух сыновей:
  - Джеймс Дуглас Стюарт, лорд Дун (род. 30 ноября 2002)
  - Достопочтенный Александр Фрэнсис Алан Стюарт (род. 3 ноября 2004)
- Леди Луиза Хелена Стюарт (род. 18 августа 1968). С 2002 года замужем за Дэвидом Джоном Стюартом Хауитом, имеет двух детей:
  - Роберт Дуглас Хауит (род. 5 февраля 2004 года)
  - Клеони Мальвина Хауит род. 5 сентября 2006 года).

Вдовствующая графиня и её дочь леди Луиза Хауитт (урожденная Стюарт) являются покровительницами Королевского Каледонского бала.

## Коллекция автомобилей
Лорд Дун питал сильную любовь к тому, что сейчас назвали бы «классическими автомобилями». Коллекция началась в 1953 году, и к 1970 году было принято решение открыть её для публики как Автомобильный музей Дуна. Это, в свою очередь, связано с одной из самых крутых гонок в мире: восхождением на холм Доун, приуроченным к событию. Его коллекция включала:
- Three Stroke Rolls-Royce (1905), единственный сохранившийся образец в мире
- Sunbeam 3 litre (1913)
- Citroen 5CV (1923)
- Hispano-Suiza 37 hp (1924)
- Bentley Speed Six 6.5 litre (1929)
- Bentley 8 litre (1930)
- Lanchester Coupe (1932)
- Invicta 4.5 litre (1933)
- Hispano-Suiza Ballot (1934)
- Aston Martin Le Mans (1934)
- Riley Nine Lincock (1934)
- Bugatti 57C (1938)
- BMW 328 (1938)
- Rolls-Royce Phantom Continental (1935)
- Jaguar SS 100 (1937)
- Lagonda V12 (1937)
- Nardi Danese (1947)
- Morgan Plus Four (1951)
- Jaguar XK120 (1951)
- Daimler Conquest Roadster (1956)
- Iso Grifo (1968)
- Ford GT40 (1965)
- Volvo P1800S (1966)
- Ferrari Dino (1973)

Музей закрылся 30 ноября 1998 года.